# 千葉県立市川南高等学校
千葉県立市川南高等学校（ちばけんりつ いちかわみなみこうとうがっこう）は、千葉県市川市高谷にある県立高等学校。

## 設置学科
- 普通科

## アクセス
- 東京メトロ東西線原木中山駅下車。徒歩約20分。
- JR京葉線二俣新町駅下車。徒歩約20分（こちらからの自転車通学が認められている）。

## 周辺
近くを江戸川が流れている。周辺は市街化調整区域で、きれいに区画整理されている所はあまりないが、新たな市街地の整備計画で防災機能の確保と江戸川を始めとする公園の整備が予定されている（市川市のホームページより）。
江戸川の河口付近はハゼ釣りの名所として知られ、東西線の江戸川鉄橋付近には釣り船が多く係留されている。
近くに市川市立高谷中学校や千葉県立市川特別支援学校、クリーンスパ市川、市川中央自動車教習所、ファミリーマート、コーナンなどがある。

## 沿革
- 1981年（昭和56年）4月13日 - 創設。

## 著名な卒業生
- 寿里（男性ファッションモデル）
- 佐藤寿人（サッカー・ジェフ千葉）
- 真田圭一（棋士）
- 石原美沙紀  (女優、タレント、アイドル・純粋カフェ・ラッテ)
- 亀井有馬  (俳優、ゲーム実況者)